# راسيل أو. هيكمان
راسيل أو. هيكمان هو سياسي أمريكي، (و. 1908 – 1988 م). نشط حزبياً في الحزب الديمقراطي. وقد انتخب عضو مجلس النواب لولاية ماريلند ‏.